# Zemětřesení v Christchurchi 2011

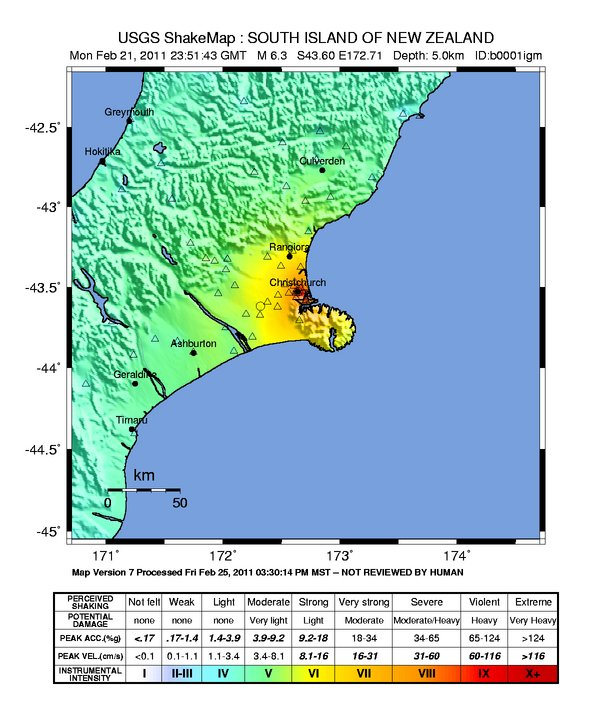
Mapa zemětřesení

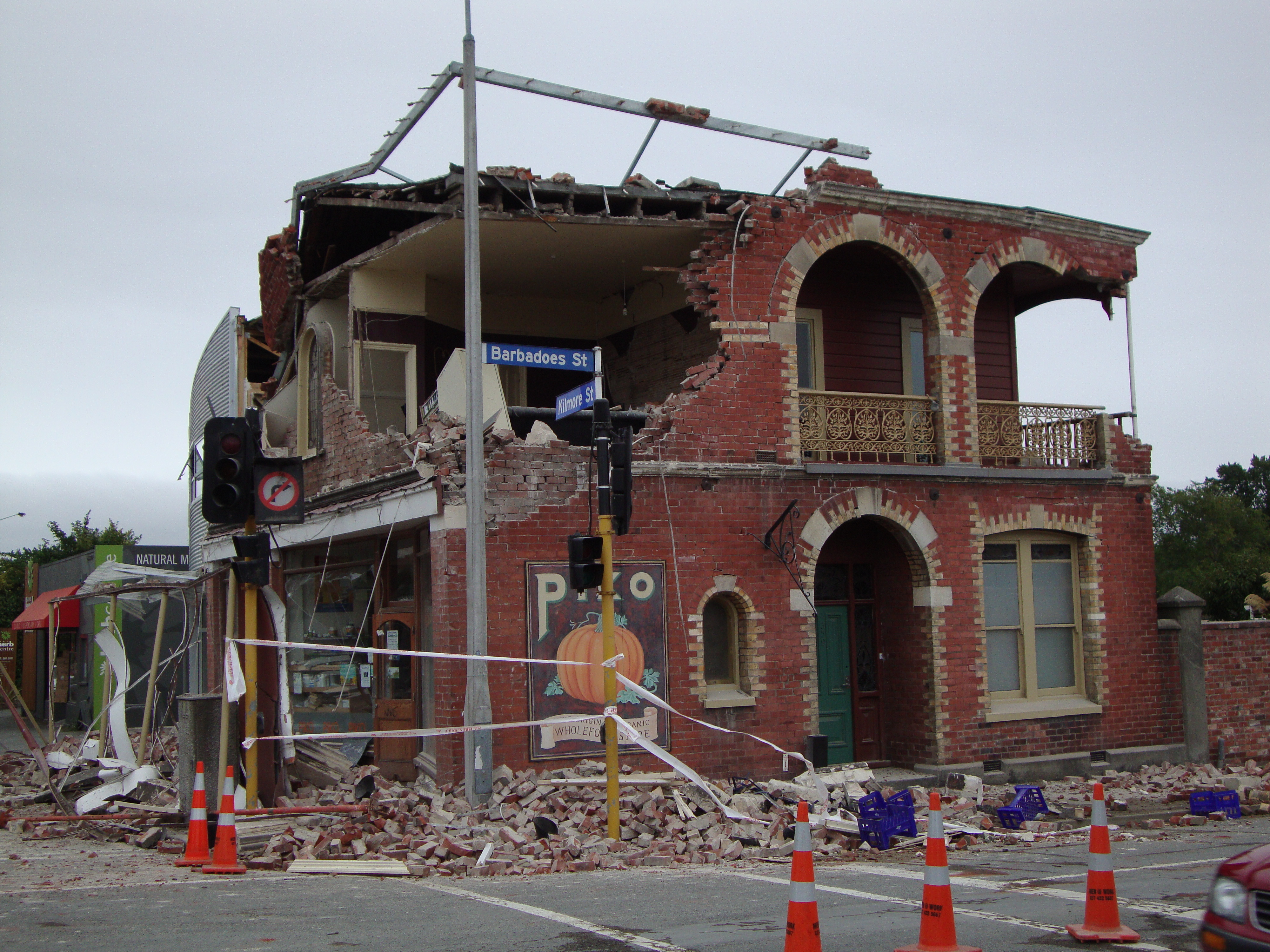
Jedna z poničených budov

Zemětřesení v Christchurchi a v přilehlém regionu Canterbury na Jižním ostrově Nového Zélandu, ke kterému došlo 22. února 2011 v 12.51 místního času (tedy v 00.51 středoevropského času), bylo zemětřesení s energií 6,3 podle momentové škály. Epicentrum mělo dva kilometry od města Lyttelton a ničivý dopad mělo především v nedalekém Christchurchi, druhém největším městě Nového Zélandu.

## Následky
Při zemětřesení zahynulo nejméně 185 lidí a 1800 bylo zraněno, z nichž několik desítek vážně. O pár hodin později se ozvaly záchvěvy o síle 5,6 stupně. 23. února ráno vyhlásil novozélandský premiér John Key nouzový stav.